# Tacocuautla
Tacocuautla är en ort i Mexiko.   Den ligger i kommunen Atzalan och delstaten Veracruz, i den sydöstra delen av landet, 220 km öster om huvudstaden Mexico City. Tacocuautla ligger 578 meter över havet och antalet invånare är 158.
Terrängen runt Tacocuautla är lite bergig, och sluttar norrut. Runt Tacocuautla är det ganska tätbefolkat, med 100 invånare per kvadratkilometer. Närmaste större samhälle är Martínez de la Torre, 18,1 km norr om Tacocuautla. I omgivningarna runt Tacocuautla växer i huvudsak städsegrön lövskog.